# Michael Sata
Michael Chilufya Sata  (Mpika, 6 de julho de 1937 - Londres, 28 de outubro de 2014) foi um oficial de polícia, ferroviário e sindicalista. Foi o quinto presidente da Zâmbia, de 23 de setembro de 2011 até 28 de outubro de 2014, dia de sua morte. 
Sata liderou a Frente Patriótica (Zâmbia) (PF), um grande partido político deste país. Sob o presidente Frederick Chiluba, Sata era um ministro na década de 1990 como parte do Movimento para a Democracia Multipartidária (MMD), então no governo. Ele foi para a oposição em 2001, formando a PF. Como um líder oposicionista, Sata ficou popularmente conhecido como Rei Cobra (King Cobra), emergindo como o candidato da oposição à presidência e rival do presidente Levy Mwanawasa na eleição presidencial de 2006 , sendo contudo, derrotado. Após a morte de Mwanawasa, Sata concorreu novamente e perdeu para o Presidente Rupiah Banda, em 2008, que viria a vencer em 2011.